# Arisaema ornatum
Arisaema ornatum är en kallaväxtart som beskrevs av Friedrich Anton Wilhelm Miquel. Arisaema ornatum ingår i släktet Arisaema och familjen kallaväxter. Inga underarter finns listade.